# Quilcene (Washington)
Quilcene  est une census-designated place américaine de l'État de Washington dans le comté de Jefferson. 
La population était de 596 habitants en 2010.